# Secondo Magni
Secondo Magni   (Fucecchio, 24 de març de 1912 - Larciano, 17 d'agost de 1997) va ser un ciclista italià que fou professional entre 1932 i 1946, amb una interrupció obligada per la Segona Guerra Mundial entre 1942 i 1944. En el seu palmarès destaca una victòria d'etapa al Giro d'Itàlia de 1939, any en què portà la maglia rosa durant una etapa.
Era el germà gran del també ciclista Vittorio Magni.

## Palmarès
- 1932
  - 1r al Giro de les Dues províncies de Prato
  - 1r a la Coppa Zucchi
- 1937
  - 1r al Giro del Casentino
- 1938
  - 1r al Giro del Vèneto
  - 1r al Giro dell'Umbria
  - 1r a la Coppa Ciutat de Busto Arsizio
  - Vencedor de tres etapes al Giro dels tres mars
- 1939
  - Vencedor d'una etapa al Giro d'Itàlia

### Resultats al Giro d'Itàlia
- 1939. 12è de la classificació general. Vencedor d'una etapa.  Porta el mallot rosa durant 1 etapa
- 1940. 26è de la classificació general